# Flavus (fils de Segimerus)
Flavus était un membre de la famille royale de la tribu germanique des Chérusques et servit dans l'armée romaine. Il est principalement connu comme le frère cadet d'Arminius, qui conduisit les Germains à la victoire contre les Romains dans la forêt de Teutoburg en l'an 9 apr. J.-C.

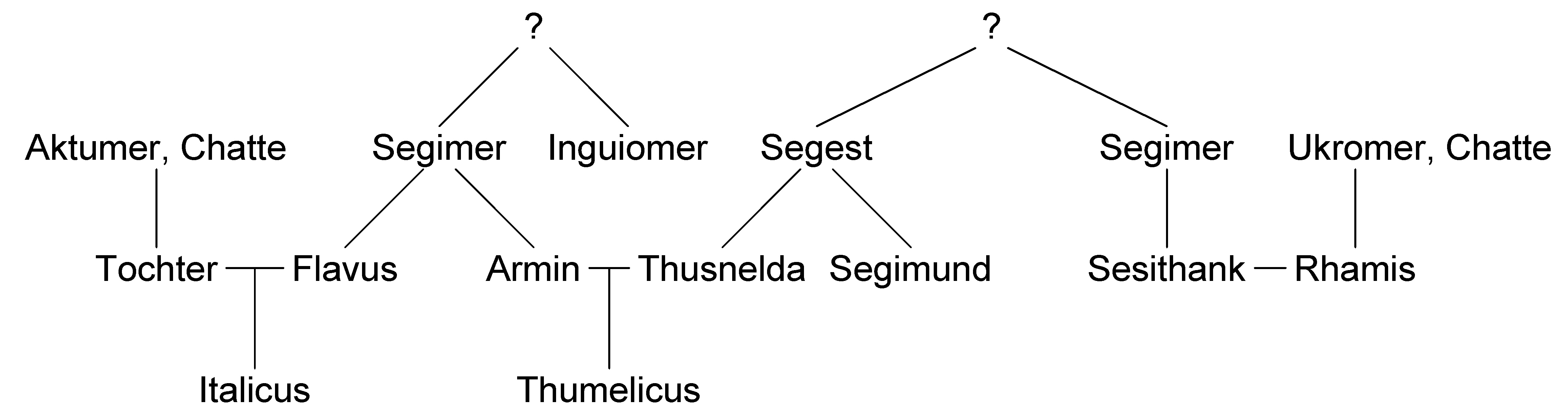
Arbre généalogique de la famille royale Chérusque

## Nom
Ni Arminius ni Flavus ne sont des noms germaniques anciens. Flavus est simplement le mot latin pour « jaune », « doré » ou « blond », ce qui laisse supposer que Flavus avait les cheveux clairs. Son nom d'origine est inconnu.

## Biographie
Flavus était le fils du chef chérusque Segimerus et le frère cadet d'Arminius. Son père était un allié de Rome sous le règne d'Auguste et les deux fils reçurent la citoyenneté romaine et servirent dans l'armée romaine. En tant qu'auxiliaire équestre, Flavus perdit un œil lors du siège d'Andetrium en 9 apr. J.-C. pendant la révolte illyrienne. La même année, son père Segimer et son frère Arminius infligèrent une défaite écrasante aux Romains en anéantissant trois légions lors de la bataille de la forêt de Teutobourg.
Flavus quant à lui semble être resté fidèle à Rome et poursuivit sa carrière militaire dans l'armée romaine. Sous le règne de Tibère, il participa aux campagnes de représailles romaines en Germanie et affronta son frère lors de la bataille de la Weser où il semble l'avoir rencontré comme le mentionne Tacite dans ses Annales, livre II, une discussion qui aurait inspirée la fable du chien et du loup de Phèdre selon Louis Havet. Après cette bataille, les Romains se retirèrent à l’ouest du Rhin.
Flavus semble être mort avant 47 apr. J.-C., lorsque les Chérusques sollicitèrent Rome pour qu’elle envoie son fils, Italicus, cousin de Thumelicus — le dernier membre survivant de leur famille royale — afin de les diriger.